# Грађанска демократска странка (Чешка)
Грађанска демократска странка (скраћено ОДС) парламентарна је политичка странка у Чешкoj, основана 1991. Председник странке је Петр Фиала.